# Karri Somerville
Pour les articles homonymes, voir Somerville.
Karri Somerville née le 7 avril 1999 à Kensington, est une joueuse australienne de hockey sur gazon. Elle évolue au poste de défenseure au Perth Thundersticks et avec l'équipe nationale australienne.
Elle a participé aux Jeux olympiques d'été de 2020.

## Carrière

### Jeux olympiques
- Top 8 : 2020